# Gène Hanssen
Pour les articles homonymes, voir Hanssen.
Eugène Hanssen est un footballeur néerlandais né le 9 janvier 1959 à Kerkrade aux Pays-Bas.

## Palmarès
- Championnat du Japon :
  - Champion en 1993 (Verdy Kawasaki).